# Halowe Mistrzostwa Świata w Lekkoatletyce 2003 – bieg na 3000 m mężczyzn
Bieg na 3000 m mężczyzn – jedna z konkurencji rozgrywanych podczas halowych mistrzostw świata w lekkoatletyce w 2003. Eliminacje odbyły się 14 marca, a finał został rozegrany 16 marca.
Do eliminacji zgłoszonych zostało 24 zawodników z 17 państw.
Zawody w tej konkurencji wygrał reprezentant Etiopii Haile Gebrselassie. Drugą pozycję zajął zawodnik z Hiszpanii Alberto García Fernández, trzecią zaś reprezentujący Kenię Luke Kipkosgei.

## Wyniki

### Eliminacje
Źródło: 
Bieg 1
| Miejsce | Zawodnik                | Państwo           | Wynik   | Uwagi |
| ------- | ----------------------- | ----------------- | ------- | ----- |
| 1.      | Haile Gebrselassie      | Etiopia           | 7:51,43 |       |
| 2.      | Gert-Jan Liefers        | Holandia          | 7:51,95 |       |
| 3.      | Jesús España            | Hiszpania         | 7:52,41 |       |
| 4.      | John Mayock             | Wielka Brytania   | 7:52,59 |       |
| 5.      | Mohamed Khaldi          | Algieria          | 7:53,33 |       |
| 6.      | Leonard Mucheru Maina   | Kenia             | 7:53,41 |       |
| 7.      | Abdul Rahim al-Ghoumari | Maroko            | 7:54,02 |       |
| 8.      | Bolota Asmerom          | Stany Zjednoczone | 7:55,36 |       |
| 9.      | Michael Aish            | Nowa Zelandia     | 8:03,17 |       |
| 10.     | Joseph Simuchimba       | Zambia            | 8:20,10 |       |
| 11.     | Chris Votu              | Wyspy Salomona    | 9:03,84 |       |
| –       | Muhammad Babakir Yaqoub | Sudan             | DNS     |       |

Bieg 2
| Miejsce | Zawodnik                 | Państwo                       | Wynik   | Uwagi |
| ------- | ------------------------ | ----------------------------- | ------- | ----- |
| 1.      | Luke Kipkosgei           | Kenia                         | 7:47,50 |       |
| 2.      | Abiyote Abate            | Etiopia                       | 7:47,57 |       |
| 3.      | Alberto García Fernández | Hiszpania                     | 7:50,95 |       |
| 4.      | Dżawad Gharib            | Maroko                        | 7:51,59 | PB    |
| 5.      | Günther Weidlinger       | Austria                       | 7:51,94 |       |
| 6.      | Khudair Aquun            | Algieria                      | 7:54,59 | SB    |
| 7.      | Jonathon Riley           | Stany Zjednoczone             | 8:02,94 |       |
| 8.      | Lorenzo Perrone          | Włochy                        | 8:04,00 |       |
| 9.      | Thomas Mayo              | Wielka Brytania               | 8:07,37 |       |
| 10.     | Wu Wen-chien             | Chińskie Tajpej               | 8:14,61 |       |
| 11.     | Euclides Varela          | Republika Zielonego Przylądka | 8:29,10 |       |
| 12.     | Ajmal Amirov             | Tadżykistan                   | 9:04,53 |       |

### Finał
Źródło: 
| Miejsce | Zawodnik                 | Państwo         | Wynik   | Uwagi |
| ------- | ------------------------ | --------------- | ------- | ----- |
| 01 !    | Haile Gebrselassie       | Etiopia         | 7:40,97 |       |
| 02 !    | Alberto García Fernández | Hiszpania       | 7:42,08 |       |
| 03 !    | Luke Kipkosgei           | Kenia           | 7:42,56 |       |
| 4.      | Jesús España             | Hiszpania       | 7:42,70 | PB    |
| 5.      | Abiyote Abate            | Etiopia         | 7:43,21 |       |
| 6.      | Gert-Jan Liefers         | Holandia        | 7:44,34 | NR    |
| 7.      | Leonard Mucheru Maina    | Kenia           | 7:44,83 | SB    |
| 8.      | John Mayock              | Wielka Brytania | 7:45,32 | SB    |
| 9.      | Abdul Rahim al-Ghoumari  | Maroko          | 7:47,43 |       |
| 10.     | Günther Weidlinger       | Austria         | 7:53,59 |       |
| 11.     | Mohamed Khaldi           | Algieria        | 7:56,05 |       |
| 12.     | Dżawad Gharib            | Maroko          | 8:01,01 |       |